# Castianeira hongkong
Castianeira hongkong is een spinnensoort uit de familie van de loopspinnen (Corinnidae).
De wetenschappelijke naam van de soort werd in 1997 gepubliceerd door Da-Xiang Song, Zhu & Wu.